# Славянка (горы)
Славянка (болг. Славянка), Орбел (др.-греч. Ὄρβηλος) или Орвилос (греч. Όρβηλος) — горный хребет на границе Болгарии и Греции. Находится в северо-восточной Македонии, на границах Фракии. Самый высокий пик Гоцев-Врых (болг. Гоцев връх) высотой 2212 метров над уровнем моря расположен на государственной границе. Восточнее переходит в Родопы, южнее продолжается Врондусом, Меникионом и Фалакроном. К западу находятся горы Беласица, от которых отделяет река Стримон (Струма). Севернее, в Болгарии находится массив Пирин с пиком Вихреном высотой 2914 метров. В Греции горы находятся на территории периферийных единиц Сере и Драмы, в Болгарии — Благоевградской области.